# 波达波达

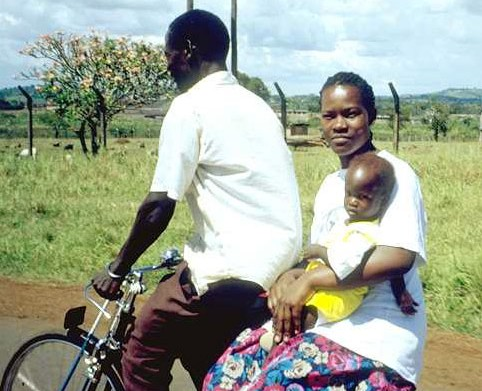
在去村子的路上

波达波达（英語：Boda-boda）是一种自行车或摩托车出租车，来源于东非（英語：border-border）。骑车的人也可以被叫作Boda-boda。在乌干达，这一称呼通常也被简化为Boda。

## 来源

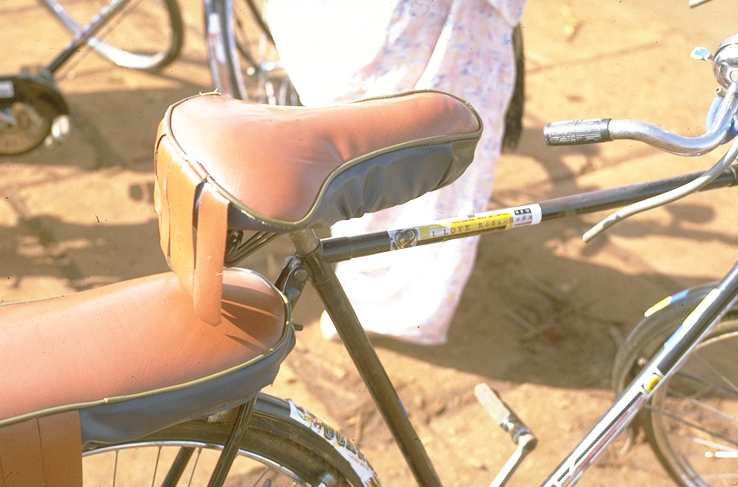
典型的座椅装置

## 工作中的自行车类型
印度或中国标准的家用自行车加装一些本地制造的架子和缓冲垫，用于运送乘客和货物。比起在东南亚常见的昂贵而又笨重的人力三轮车，它有很多优势。
很多东非和中非的城市和乡村中都有专门从事Boda-boda的人。很多城镇中也有Boda-boda组织，他们通过注册和授权他们成员以尽量减少风险（危险驾驶，保养不善的车辆）。

## 摩托车取代自行车

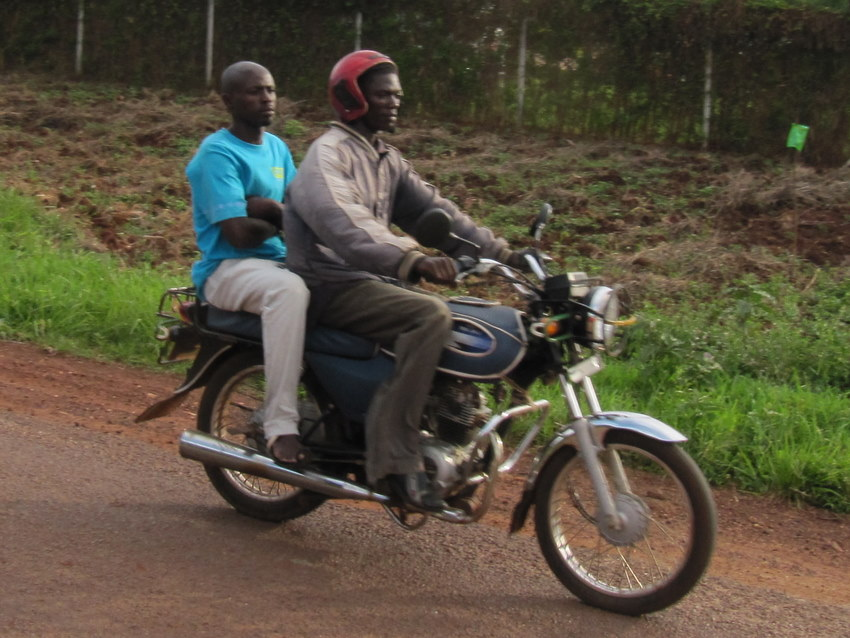
乌干达的摩托车boda-boda

在Boda-boda自行车蔓延到其它地区的时侯，在其原产地，特别是肯尼亚和乌干达的城市中，自行车越来越多的被摩托车取代，摩托车出租车也以Boda-boda为名。其它一些地方则给摩托车出租车另起了一些名字，如在肯尼亚尼扬扎省被叫作“peng'”。据估计，2004年乌达干有20万以上自行车Boda-boda从业者，并有近9万辆机动摩托车Boda-boda。